# Topola eufracka

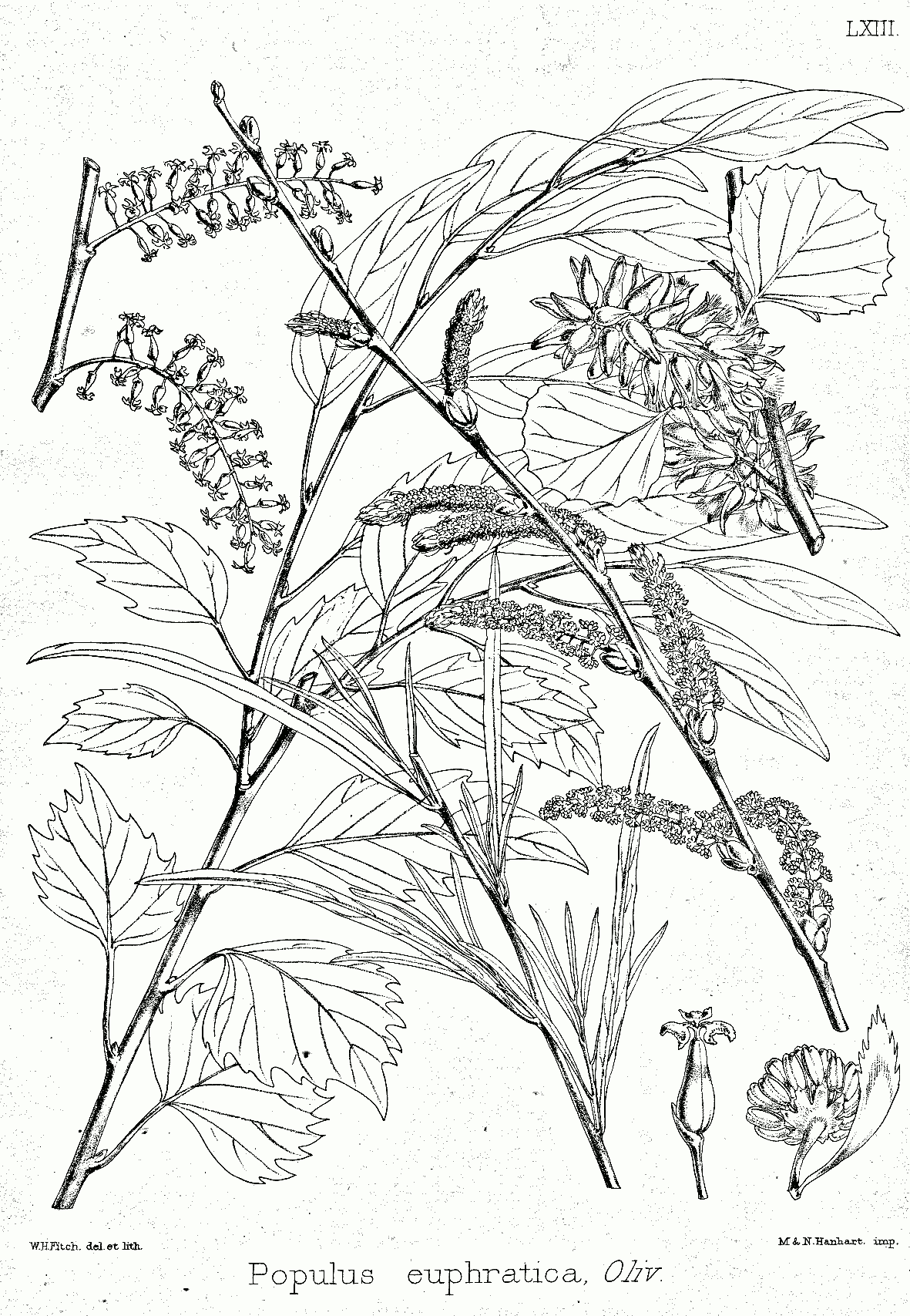
Morfologia

Topola eufracka (Populus euphratica Oliv.) – gatunek topoli z rodziny wierzbowatych (Salicaceae). Rodzimy obszar jego występowania obejmuje Afrykę Północną (Libia, Algieria, Egipt), Azję Zachodnią, Kaukaz i Azję Środkową po Chiny (Afganistan, Pakistan, Iran, Irak, Izrael, Jordania Syria, Turcja, Armenia, Kazachstan, Tadżykistan, Turkiestan, Uzbekistan; w Chinach prowincje: Gansu, Nei Monggol, Qinghai, Xinjiang). Jedyne stanowisko w Europie znajduje się w pobliżu Alicante w Hiszpanii, gdzie występuje klonalnie rozrośnięty okaz żeński, prawdopodobnie introdukowany tu przez Maurów.

## Morfologia
PokrójŚredniej wysokości drzewo o gęstej koronie
PieńOsiąga wysokość do 15 m i obwód do 2,5 m. Jest często powyginany i zazwyczaj rozwidlony. Kora na starych drzewach jest gruba, szorstka z nieregularnymi, pionowymi bruzdami. Ma oliwkową barwę.
LiścieSą silnie zróżnicowane. Młode, występujące na szczycie pędów są podłużne, podobne do liści wierzby białej, starsze, znajdujące się w dolnych częściach pędów mają kształt od romboidalnego do okrągłego. Ogonki liściowe długie.
KwiatyZebrane w rozdzielnopłciowe kwiatostany zwane kotkami. Kotki męskie mają długość 2,5–5 cm, żeńskie 5–7 cm.
OwocJajowato-lancetowate torebki o długości 7–12 mm, osadzone na szypułkach o długości 4–5 mm. Nasiona z jedwabistymi włoskami.

## Biologia i ekologia
Rośnie w subtropikalnych lasach liściastych, na wzgórzach, w miejscach o umiarkowanej wilgotności.
lasy liściaste i suche lasy umiarkowanej. Wymaga dużo światła dla normalnego rozwoju. Obecnie jest w dużym stopniu wycięta na opał, jednak nadal w wielu miejscach wzdłuż cieków wodnych i ich dopływów tworzy gęste lasy mieszane z dodatkiem wierzb, tamaryszków, morw. Rośnie także na obszarach okresowo zalewanych i nieużytkach. Jest gatunkiem lasotwórczym łęgów typu tugaj.
Rośnie na obszarach o wysokości do 4000 m n.p.m., o temperaturach rocznych od -5 do +52 °C i rocznej sumie opadów 75-200 mm. Rośnie na glebach kamienistych i piaszczystych o pH 5-6,5. Toleruje wysoki stopień zasolenia gleby. Unika natomiast gleb o złym napowietrzeniu i małej ilości wody.

## Zastosowanie
- Na obszarze swojego występowania jest jednym z głównych źródeł grubego drewna[8]. Jest lekkie i średnio twarde, łatwe do obróbki, nadaje się do toczenia. Wykorzystywane jest na opał, do produkcji papieru oraz w stolarstwie i budownictwie. W budownictwie używane jest do szalunków, w stolarstwie wykonuje się z niego sklejki, pudełka do zapałek, podkłady szynowe, protezy kończyn, obcasy do butów, szpulki i in. przedmioty[7].
- Miejscowa ludność wykorzystuje młode pędy i liście jako paszę dla kóz. Przycięte pędy szybko się odnawiają[8].

## Udział w kulturze
Znawcy roślin biblijnych są zgodni, że topola ta jest wymieniona w kilku miejscach w Biblii, jako topola, wierzbo-topola, lub tam, gdzie jest mowa o drżeniu liści. Wynika to ze znaczenia słów hebrajskich, kontekstu wydarzeń oraz faktów, że gatunek ten ma liście zróżnicowane morfologicznie (młodociane są podobne do liści wierzby), długoogonkowe (drżące na wietrze) i jest pospolity w Izraelu. Jest 7 miejsc w Biblii, w których gatunek ten jest wymieniony: Kpł 23,40; 26,36, 2 Sm 5,23-24, 1 14,14-15, Ps 84,6; 137,1-3, Iz 7,2.